# پیتر لانگ (قایقران، زاده ۱۹۸۹)
پیتر لانگ (انگلیسی: Peter Lang؛ زادهٔ ۱۲ ژوئن ۱۹۸۹) قایقران قایق بادبانی اهل دانمارک است.